# Reggenza di Ciamis
La Reggenza di Ciamis (in indonesiano Kabupaten Ciamis) è una reggenza (kabupaten) dell'Indonesia situata nella provincia di Giava Occidentale.